# Казанова (Казерта)
Казанова је насеље у Италији у округу Казерта, региону Кампанија.
Према процени из 2011. у насељу је живело 1539 становника. Насеље се налази на надморској висини од 102 м.